# Епархия Целе
Епархия Целе (словен. Škofija Celje, лат. Dioecesis Celeiensis) — католическая епархия латинского обряда в Словении. Центр в городе Целе. Подчинена Мариборской архиепархии.
Епархия Целе создана 7 апреля 2006 года, когда была проведена реорганизация церковной структуры в Словении, в частности созданы три новые епархии.
По данным на 2006 год в епархии насчитывалось 237,3 тысячи католиков (81,9 % населения), 112 приходов, 140 священников (из них 26 иеромонахов), 27 монахов, 30 монахинь. Кафедральным собором епархии является Собор Святого Даниила в Целе. 

## Ординарии епархии
- епископ Антон Стрес C.M.[2] (7.04.2006 - 31.01.2009), назначен вспомогательным епископом архиепархии Марибора;
- епископ Станислав Липовшек (24.04.2010 - по настоящее время).